# Batalla de Alejandría (1801)
La batalla de Alejandría, o batalla de Canope, se libró el 21 de marzo de 1801 entre el ejército de la Primera República Francesa de Napoleón bajo el general Jacques-François Menou y el cuerpo expedicionario británico bajo Sir Ralph Abercromby. La batalla tuvo lugar cerca de las ruinas de Nicópolis, en la estrecha franja de tierra entre el mar y el lago Abukir, a lo largo de la cual las tropas británicas habían avanzado hacia Alejandría después de las acciones de Abukir el 8 de marzo y Mandora el 13 de marzo. La lucha fue parte de la campaña francesa en Egipto y Siria contra el Imperio otomano, que comenzó en 1798.

## Antecedentes
Después del revés de Lanusse en Mandora, Menou finalmente llegó de El Cairo para tomar el mando directo de las fuerzas francesas, y decidió atacar el 21 de marzo. François Lanusse lideraría a la izquierda con las brigadas de Valentin y Silly, apoyadas por las divisiones de infantería de Antoine-Guillaume Rampon en el centro y Jean Reynier en el derecho.
La posición británica en la noche del 20 de marzo se extendió a través del istmo, el ala derecha descansando sobre las ruinas de Nicópolis y el mar, la izquierda sobre el lago de Abukir y el canal de Alejandría. La línea se enfrentaba generalmente al suroeste hacia la ciudad, la división de reserva bajo el mayor general Sir John Moore a la derecha, la brigada de guardias a pie bajo George Ludlow en el centro, y otras tres brigadas a la izquierda bajo Eyre Coote, John Cradock y Earl Cavan. En la segunda línea había dos brigadas de infantería y la caballería (desmontada).

## Batalla

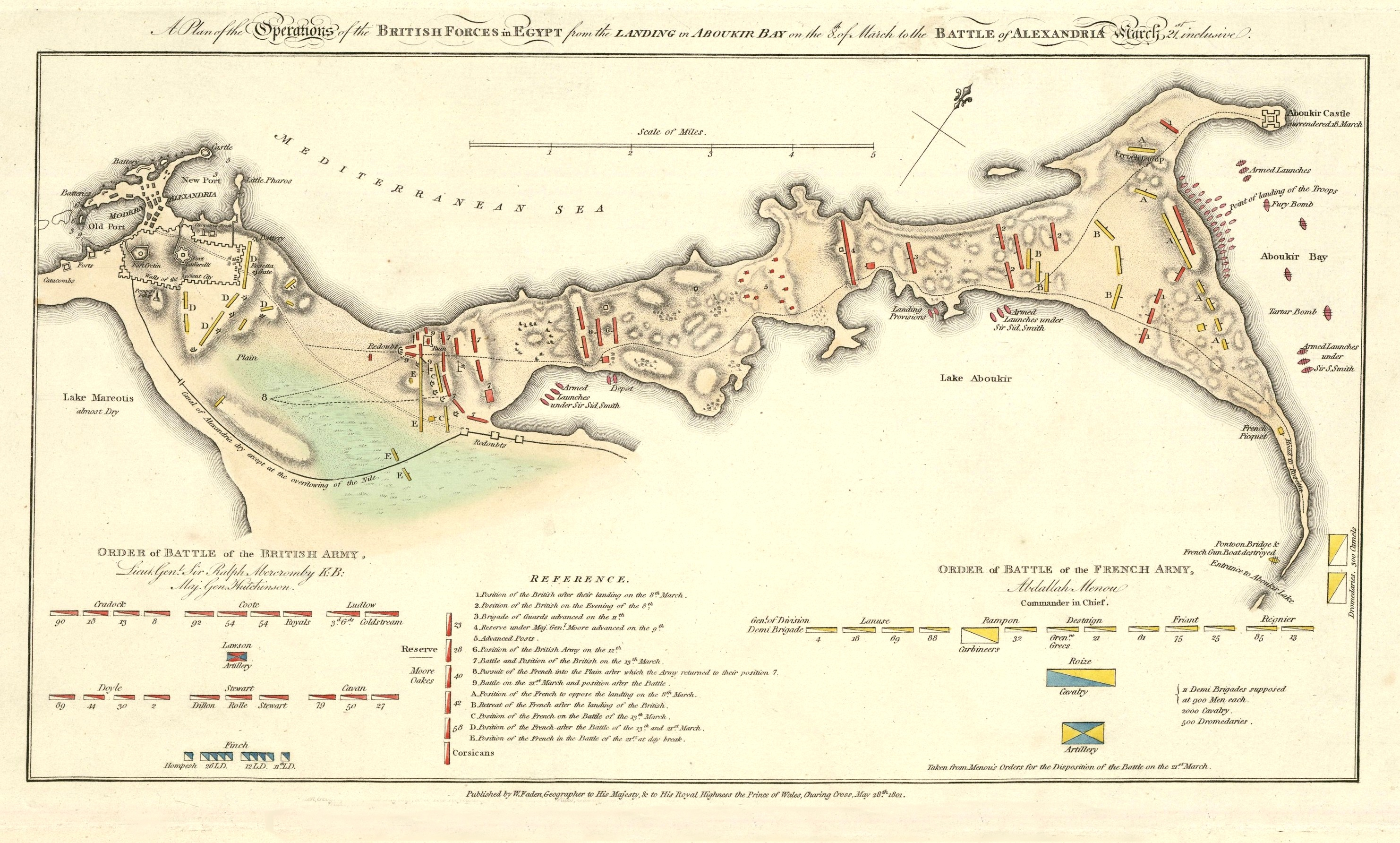
El mapa del plan británico para la batalla.

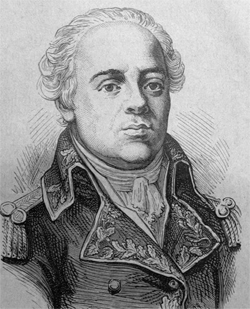
Jacques-François Menou

Abercromby anticipó un ataque nocturno, por lo que el 21 de marzo, los británicos durmieron en posición bajo las armas. A las 3:30 a. m. los franceses atacaron y condujeron en los puestos avanzados británicos. Avanzando rápidamente con gran gallardía desde la izquierda, Lanusse lanzó el ataque con la brigada de Valentin en columna a lo largo de la orilla del mar, y a su derecha la brigada de Silly contra los atrincheramientos británicos alrededor de las ruinas romanas. La peor parte del ataque recayó sobre el mando de Moore, y en particular sobre el 28º Regimiento de Infantería (North Gloucestershire). Los británicos rechazaron este primer asalto, durante el cual tanto Silly como Lanusse fueron alcanzados. «El general Lanusse vio que el general Valentín había abandonado la orilla del mar, y estaba dentro del ángulo de reentrada del reducto y del campamento romano, donde el fuego cruzado del enemigo lo detuvo. El general Lanusse marchó a este lugar, alentó a los hombres y los hizo avanzar. El digno general fue golpeado en el muslo por una pelota de un cañonero; cuatro granaderos intentaron llevárselo, pero una segunda bola mató a dos de estos valientes compañeros».
Pronto el comando de Rampon en el centro se comprometió, y a pesar de la desorientación en la oscuridad, penetró entre el ala delantera y trasera del 42º Regimiento de Infantería. Se produjo una confusa lucha en las ruinas, en la que todas las tropas francesas fueron asesinadas o capturadas con el 42º tomando su color. Otros regimientos británicos comprometidos fueron el 23º Regimiento de Infantería, el 40.º (el 2º Somersetshire) Regimiento de Infantería y el 58.º Regimiento de Infantería (Rutlandshire), junto con el Regimiento de Menorca de Stuart.

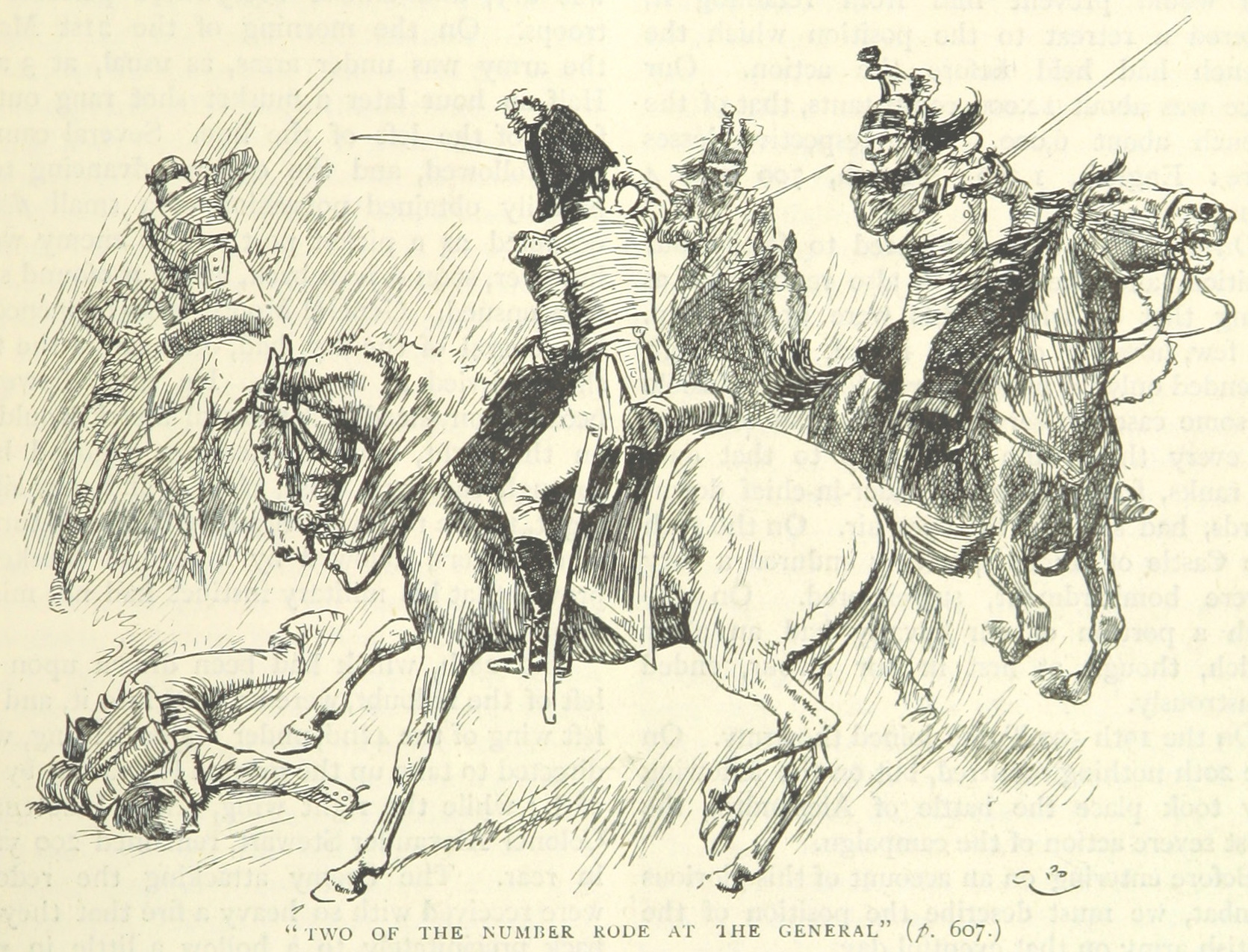
Abercromby (centro) lucha contra dos dragones franceses (de un libro en inglés)

Durante este tiempo, Menou había transferido el mando a sus subordinados, y se le vio gesticulando salvajemente en la retaguardia «más como si fuera un espectador que el comandante en jefe». Sin embargo, ahora ordenó a su caballería de reserva avanzar en una carga sin apoyo. El comandante, Cézar Antoine Roize reprendió en vano, la caballería republicana, sin embargo, pudo penetrar hasta el campamento británico y el cuartel general de Abercromby, infligiendo graves pérdidas en el pie 42 antes de que una combinación de fortificaciones excavadas y mosquetería terminara con este esfuerzo.
«Dirigiéndose a sus valientes hombres, el general Roize dijo: '¡Amigos, nos están enviando a la gloria y la muerte! ¡Marzo!' La acusación fue terrible (…) El valiente general Roize, al ver retroceder su primera línea, avanzó con la segunda, hizo una carga desesperada y penetró hasta el campamento de la segunda línea inglesa, sabroyendo y derribando a todos en su camino. Los aterrorizados ingleses se tiraron de bruces al suelo; otros huyeron a sus tiendas; pero este obstáculo detuvo la terrible carrera de nuestra caballería y causó nuestra ruina. Los ingleses habían cavado pozos de lobos en su campamento, y esparcidos caltrops, abundantemente. Los caballos cayeron en estos pozos, o se enredaron entre los cordones y las clavijas de las tiendas. El valiente y desafortunado general Roize, al descubrir que no había posibilidad de escapar de tal posición, se desmontó, luchó como un león y fue asesinado, al igual que sus hombres».
Las filas delantera y trasera del 28º Pie estaban simultáneamente comprometidas tanto en su parte delantera como en la trasera, los soldados recibían la orden «Rango delantero permanezca como está, rango trasero sobre el turno». En conmemoración, el regimiento más tarde adoptó una insignia de segunda gorra, el «Número trasero», que se usa en la parte posterior de su tocado. Durante el ataque de la segunda línea de Roize, Sir Ralph Abercromby fue capturado brevemente por dragones franceses, pero rápidamente rescatado por un montañés del 42º. Por esta época recibió una herida de bala en el muslo que acabaría resultando fatal, aunque permaneció en el campo y al mando hasta el final. El renovado ataque de infantería de Rampon sobre el centro fue rechazado por la brigada de la Guardia, apoyada por la brigada de Coote, y el ala izquierda mantuvo su posición con facilidad, pero la caballería francesa por segunda vez llegó a cerrar distancias con la reserva.
Alrededor de las ocho y media el combate comenzó a menguar, y los últimos disparos se dispararon a las diez. La mayoría de los ataques habían sido presionados a casa en la derecha británica, la Historia del Regimiento Real de La Reina de West Surrey elogia a los regimientos de la reserva, diciendo que «el ataque decidido habría sido exitoso contra casi cualquier otra tropa». Técnicamente, los detalles de la acción muestran que, si bien no era notablemente mejor en un cuerpo a cuerpo que los franceses curtidos en la guerra, la infantería británica tenía en sus voleas un poder que ninguna otra tropa entonces existente poseía, y fueron estas voleas las que decidieron el día incluso más que la terquedad individual de los hombres.
El 42º, dos veces cargado por la caballería, tenía sólo 13 hombres heridos por el sable. Parte de las pérdidas francesas fueron causadas por las cañoneras que se encontraban cerca de la costa y cañoneaban el flanco izquierdo de las columnas francesas, y por un cañón naval pesado que fue colocado en batería cerca de la posición del 28 de marzo.

## Secuelas
Los ejércitos comprometidos en este día contaban con aproximadamente 14 000 hombres. Las pérdidas para los británicos fueron, 10 oficiales y 233 hombres muertos, 60 oficiales y 1193 hombres heridos y 3 oficiales y 29 hombres desaparecidos. Entre los oficiales superiores los muertos incluían a Abercromby (que sucumbió a su herida el 28 de marzo), el teniente coronel David Ogilvy del 44.º Pie y el teniente coronel Dutens del regimiento de Menorca. Moore, Oakes y el ayudante general John Hope resultaron heridos. Los franceses sufrieron 1000 muertos, 600 heridos y 200 prisioneros, aunque Fortescue considera hasta 4000 en total. Entre las bajas francesas había tres generales muertos (Lanusse, Roize y el comandante de brigada Baudot en la División de Reynier) y varios otros oficiales de alto rango heridos. Además, la bandera de la 21° semibrigada ligera y un cañón austriaco se perdieron.
John Hely-Hutchinson reemplazó a Abercromby al mando de las fuerzas británicas, que luego avanzaron sobre Alejandría para sitiarlo. La guarnición francesa se rindió el 2 de septiembre de 1801.
Reynier criticó fuertemente a Menou en sus memorias a su regreso a Francia: Bonaparte ordenó que se suprimieran las memorias en 1802 por esta razón (y posiblemente otras). En su defensa, Menou, Rampon y Lagrange, sin embargo, culparon a Reynier, Damas y Lanusse por la derrota.